# Helocordulia
Helocordulia là một chi chuồn chuồn trong họ Corduliidae. Chúng thường được biết đến với tên Sundragons. Loài trong chi này có kích thước trung bình, dài 38–46 milimét (1,5–1,8 in), có màu nâu thẫm với các vết màu cam.

## Loài
Chi này chứa 2 loài:
- Helocordulia selysii (Hagen in Selys, 1878)[3]
- Helocordulia uhleri (Selys, 1871)[3]